# David A. Kennedy
David Anthony Kennedy (* 15. Juni 1955 in Washington, D.C.; † 25. April 1984 in Palm Beach, Florida) war das vierte der elf Kinder von Robert F. Kennedy und Ethel Skakel.

## Leben
Als 13-Jähriger erlebte er die Ermordung seines Vaters, der ihn Stunden zuvor vor dem Ertrinken gerettet hatte, im Fernsehen mit, was ihn traumatisierte. 1973 brach er sich bei einem Autounfall, den sein Bruder Joseph Patrick Kennedy II verursacht hatte und dessen Freundin Pamela Kelley dabei eine Querschnittlähmung erlitt, einen Wirbel. Er nahm schmerzstillende Medikamente, von denen er süchtig wurde. Danach begann er Drogen wie Heroin zu konsumieren.
1974 begann Kennedy bei einer Zeitung als Volontär und studierte in Harvard, konnte das Studium aber nicht beenden. Er hatte mit der Schauspielerin Rachel Ward eine Beziehung. 1976 begann er unter den Folgen seines Drogenkonsums zu leiden, er kam wegen einer Überdosis ins Krankenhaus, 1978 ein zweites Mal. Er wurde wegen bakterieller Endokarditis behandelt, einer häufigen Folgeerkrankung der intravenösen Sucht. 1979 übersiedelte er nach New York City.
Kennedys Sucht wurde öffentlich, als er in Harlem angegriffen und ausgeraubt wurde, während er Heroin zu kaufen versuchte. Es folgte eine Entziehungskur in Sacramento, wo er unter der Aufsicht eines Drogenexperten wohnte. Anfang der 1980er Jahre beruhigte sich sein Leben etwas, er lebte drogenfrei und bekam gelegentlich durch familiäre Kontakte Arbeit. Er wollte in Harvard weiterstudieren, aber nach einem Semester hatte er einen Rückfall. Danach zog er zu seiner Freundin Paula Sculley, einer Fotografin, nach Boston und begann 1984 erneut mit dem Entzug.
Im April flog er zu seiner Familie nach Palm Beach in Florida. Er stieg im Brazilian Court Hotel ab, wo er  einige Tage feierte. Als er sich nicht meldete, baten einige Familienmitglieder das Personal, nachzuschauen. Es fand den 28-Jährigen mit einer Überdosis Kokain, Demerol und Mellaril tot am Boden liegend. Er wurde auf dem Holyhood Cemetery in Brookline beigesetzt.